# Hendrik van Gent
Hendrik van Gent (Roterdã, 1900 – Amsterdã, 29 de Março de 1947) foi um astrónomo neerlandês.
Ele transferiu-se para a África do Sul em 1928 com o objetivo de observar o ceu suleste na Estação Suleste de Leiden e na União Observatória em Joanesburgo. Ele estudou as estrelas variáveis, e também descobriu diversos asteroides e cometas. A cratera lunar Van Gent na face oculta da lua foi nomeada em sua homenagem, assim como o asteroide 1666 van Gent.

## Lista de planetas menores descobertos
| 1132 Hollandia  | 13 de Setembro de 1929  |
| 1133 Lugduna    | 13 de Setembro de 1929  |
| 1165 Imprinetta | 24 de Abril de 1930     |
| 1225 Ariane     | 23 de Abril de 1930     |
| 1226 Golia      | 22 de Abril de 1930     |
| 1267 Geertruida | 23 de Abril de 1930     |
| 1336 Zeelandia  | 9 de Setembro de 1934   |
| 1337 Gerarda    | 9 de Setembro de 1934   |
| 1342 Brabantia  | 13 de Fevereiro de 1935 |
| 1353 Maartje    | 13 de Fevereiro de 1935 |
| 1383 Limburgia  | 9 de Setembro de 1934   |
| 1384 Kniertje   | 9 de Setembro de 1934   |
| 1385 Gelria     | 24 de Maio de 1935      |
| 1389 Onnie      | 28 de Setembro de 1935  |
| 1666 van Gent   | 22 de Julho de 1930     |

| 1667 Pels             | 16 de Setembro de 1930 |
| 1670 Minnaert         | 9 de Setembro de 1934  |
| 1686 De Sitter        | 28 de Setembro de 1935 |
| 1689 Floris-Jan       | 16 de Setembro de 1930 |
| 1693 Hertzsprung      | 5 de Maio de 1935      |
| 1694 Kaiser           | 29 de Setembro de 1934 |
| 1738 Oosterhoff       | 16 de Setembro de 1930 |
| 1752 van Herk         | 22 de Julho de 1930    |
| 1753 Mieke            | 10 de Maio de 1934     |
| 1879 Broederstroom    | 16 de Outubro de 1935  |
| 1914 Hartbeespoortdam | 28 de Setembro de 1930 |
| 1925 Franklin-Adams   | 9 de Setembro de 1934  |
| 1945 Wesselink        | 22 de Julho de 1930    |
| 1946 Walraven         | 8 de Agosto de 1931    |
| 1986 Plaut            | 28 de Setembro de 1935 |

| 2019 van Albada  | 28 de Setembro de 1935  |
| 2203 van Rhijn   | 28 de Setembro de 1935  |
| 2378 Pannekoek   | 13 de Fevereiro de 1935 |
| 2801 Huygens     | 28 de Setembro de 1935  |
| 2831 Stevin      | 17 de Setembro de 1930  |
| 2945 Zanstra     | 28 de Setembro de 1935  |
| 4296 van Woerkom | 28 de Setembro de 1935  |
| 4359 Berlage     | 28 de Setembro de 1935  |
| 4511 Rembrandt   | 28 de Setembro de 1935  |